# Sharon Sheeley

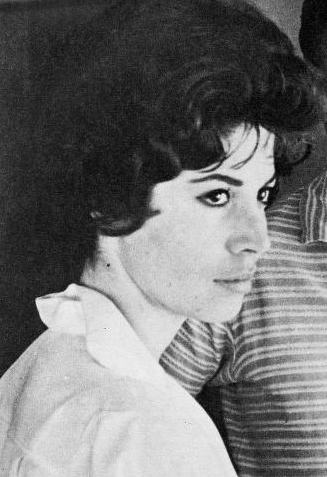

Sharon Sheeley, född 4 april 1940 död 17 maj 2002, var en amerikansk låtskrivare, född i Kalifornien, som skrev låtar för Glen Campbell, Ricky Nelson, Brenda Lee och Sheeleys tidigare fästman, Eddie Cochran. Som 18-åring skrev Sheeley låten Poor Little Fool som Ricky Nelson spelade in 1958 och som blev den första listettan på den nyomdöpta Billboard Hot 100-listan.
Sheeley satt i samma taxi som Eddie Cochran och Gene Vincent under deras Storbritannienturné 1960 när bilen kraschade och förorsakade Cochrans död vid en ålder av 21.